# Prästegården
Prästegården är en bebyggelse i stadsdelen Björlanda (Björlanda socken) i Göteborgs kommun i Västra Götalands län belägen nära Björlanda kyrka. SCB avgränsade för bebyggelsen före 2015 och namnsatt två småorter Prästegården (södra delen) och Prästegården (norra delen). Från 2015 räknas områdena som en del av tätorten Björlanda och Torslanda.